# Berriasium
| ❮ | System      | Serie       | Stufe         | ≈ Alter (mya) |
| ❮ | später      | später      | später        | jünger        |
| - | ----------- | ----------- | ------------- | ------------- |
| ❮ | K r e i d e | Oberkreide  | Maastrichtium | 66 ⬍ 72       |
| ❮ | K r e i d e | Oberkreide  | Campanium     | 72 ⬍ 83,6     |
| ❮ | K r e i d e | Oberkreide  | Santonium     | 83,6 ⬍ 86,3   |
| ❮ | K r e i d e | Oberkreide  | Coniacium     | 86,3 ⬍ 89,7   |
| ❮ | K r e i d e | Oberkreide  | Turonium      | 89,7 ⬍ 93,9   |
| ❮ | K r e i d e | Oberkreide  | Cenomanium    | 93,9 ⬍ 100,5  |
| ❮ | K r e i d e | Unterkreide | Albium        | 100,5 ⬍ 112,9 |
| ❮ | K r e i d e | Unterkreide | Aptium        | 112,9 ⬍ 126,3 |
| ❮ | K r e i d e | Unterkreide | Barremium     | 126,3 ⬍ 130,7 |
| ❮ | K r e i d e | Unterkreide | Hauterivium   | 130,7 ⬍ 133,9 |
| ❮ | K r e i d e | Unterkreide | Valanginium   | 133,9 ⬍ 139,3 |
| ❮ | K r e i d e | Unterkreide | Berriasium    | 139,3 ⬍ 145   |
| ❮ | früher      | früher      | früher        | älter         |

Das Berriasium (im deutschen Sprachgebrauch auch verkürzt zu Berrias, seltener auch Berriasien) ist in der Erdgeschichte die älteste chronostratigraphische Stufe der Unterkreide. Die Stufe entspricht auf der geochronologischen Zeitskala dem Zeitraum von etwa 145 bis 139,3 Millionen Jahren. Das Berriasium folgt auf das Tithonium (jüngste Stufe des Jura) und wird vom Valanginium abgelöst.

## Namensgebung und Geschichte
Die Stufe ist nach dem Ort Berrias im Französischen Département Ardèche benannt. Stufe und Name wurden 1869 von Henri Coquand in die wissenschaftliche Literatur eingeführt. Früher wurde die Stufe im Übergang von Jura zur Unterkreide in Norddeutschland auch als Wealden bezeichnet.

## Definition und GSSP
Der Beginn der Stufe wird (voraussichtlich) durch das Erstauftreten der Ammoniten-Art Berriasella jacobi definiert. Ein GSSP (globale Typlokalität und Typprofil) ist bisher noch nicht festgelegt worden. Das Ende der Stufe ist mit dem Erstauftreten der Calpionellen-Art Calpionellites darderi ebenfalls nur provisorisch festgelegt. Auch für die Basis des Valanginiums ist bisher noch kein GSSP definiert worden. Nur wenig oberhalb der anvisierten Grenze Berriasium/Valanginium setzt auch die Ammoniten-Art Thurmanniceras pertransiens ein.

## Untergliederung des Berriasium
Das Berriasium wird im tethyalen Bereich in vier Ammoniten-Biozonen untergliedert:
- Thurmanniceras otopeta
- Subthurmannia boissieri
- Subthurmannia occitanica
- Berriasella jacobi